# The Palace of the King of the Birds
A The Palace of the King od the Birds, más néven The Castle of the King of the Birds az angol The Beatles rockzenekar egy szöveg nélküli zenéjének elnevezése. Paul McCartney írta, és eredetileg az együttes a Let It Be album ülései során rögzítette, 1969. január 6. és 9. között, a Twickenham Filmstúdióban. A felvételek hossza változó – a január 6-i ülés tizennégy perc, egy másodperc hosszú, és laza jammé alakult, és a Carry That Weight demójával együtt rögzítették. A szám később feledésbe merült, mígnem McCartney szólófelvételein fel nem vett egy még kiadatlan verziót, a The Castle of the King of the Birds címmel. Ezt a verziót a kiadatlan Rupert Maci és a béka dal filmzene albumhoz rögzítették valamikor 1978-ban, a Wings együttessel, amelynek 1 perc, 42 másodperces hossza volt. A dalt a The Beatles: Get Back című Disney+ dokumentumfilm első epizódjának végzenéjeként használták, amelyben szintén röviden felbukkan az epizód elején.

## Közreműködtek a január 9-ei felvételen
- Paul McCartney – orgona
- John Lennon – gitár vagy basszusgitár
- George Harrison – szólógitár, dob
- Ringo Starr – dob

## Fogadtatás
Richie Unterberger zenekritikus felhívta a figyelmet McCartney „különösen elégikus” orgonajátékára és a „folyó, bluesos gitárvonalra”, mondván, hogy ez olyan közel állt, mint a zenekar valaha is a progresszív rock dzsemeléshez – „a csapat számára nagyon nem jellemző terület. De éppen ezért volt érdekes." Tom Taylor, a Far Out Magazine az első helyre tette a "10 legnagyobb kiadatlan Beatles-dal" listáján, dicsérve a "pezsgő dallamot, amelyet egész nap hallgathatsz". A New York Magazine Vulture weboldala "szépen megfontoltnak" nevezte az egyes zenei elemeket, mondván, hogy "mindenkinek nagyon kikapcsolja az elméjét, ellazuljon, és lebegjen lefelé".

## Fordítás
Ez a szócikk részben vagy egészben  a   The Palace of the King of the Birds című angol Wikipédia-szócikk fordításán alapul.  Az eredeti cikk szerkesztőit annak laptörténete sorolja fel. Ez a jelzés csupán a megfogalmazás eredetét és a szerzői jogokat jelzi, nem szolgál a cikkben szereplő információk forrásmegjelöléseként.